# 羅曼諾夫火山
羅曼諾夫火山是俄羅斯的火山，位於堪察加半島中部，距離伊欽斯基火山約60公里，屬於中部山脈的一部分，海拔高度1,442米，最近一次火山噴發在全新世發生。